# Bordun
Bordun (von französisch bourdon [buʁˈdõ], italienisch bordone, so viel wie „Brummbass“) steht für:
1. einen meist tiefen Halteton zur Begleitung einer Melodie
  1. als Kurzwort eine Bordunpfeife einer Sackpfeife oder eine Bordunsaite einer Drehleier oder eines Lauteninstruments
  2. Bordunsaite(n) oder Resonanzsaite(n): ungegriffen mitschwingende, „leere“ (Aliquot-)Saiten bei Lauteninstrumenten.
2. ein Orgelregister mit gedackten (gedeckten) Labialpfeifen in den Lagen 32′, 16′ oder 8′
3. eine große Kirchenglocke mit einem Schlagton tiefer als c1

## Musikalische Eigenschaften
Bordun bezeichnet einen Halteton, der zur Begleitung einer Melodie erklingt. Der Bordun stellt eine bereits sehr lange bekannte, einfache Art der Mehrstimmigkeit dar.
Als Bordun wird zumeist der Grundton der jeweiligen Tonart verwendet oder die reine Quinte zum Grundton. Mitunter erklingen beide Töne gleichzeitig als sogenannte Bordunquinte (z. B. Marktsackpfeife: Borduntöne A+e⁰, Melodie auf Grundton A). Eine Abwandlung besteht darin, zum Grundton als zweiten Bordunton dessen Unterquarte, also die um eine Oktave nach unten verlegte reine Quinte zum Grundton, erklingen zu lassen (z. B. Hümmelchen, Borduntöne c⁰+f⁰, Melodie auf Grundton F). Auch andere Töne und Kombinationen von Tönen sind als Bordun möglich und in Gebrauch, so die große und kleine Terz (meist zusammen mit Grundton und Quinte), die kleine Septime (meist allein, z. B. Great Highland Bagpipe: Borduntöne A+a⁰+a⁰, Melodie auf H-äolisch) oder die große None (meist zusammen mit der Quinte, z. B. Marktsackpfeife: Borduntöne A+e⁰, Melodie auf Grundton D). Die Bordunpfeifen der Sackpfeife und die Bordunsaiten der Drehleier bilden ein typisches Element im Klangbild dieser Instrumente.
Zwischen den Melodietönen und dem Bordun ergibt sich ein ständiges Wechselspiel von dissonanten Reibungen und konsonantem Wohlklang, wodurch eine harmonische Farbigkeit von ganz eigenem Reiz entsteht.

## Verbreitung
Die musikalische Praxis des Borduns ist weltweit verbreitet. Sie findet sich in vielen europäischen Musiktraditionen, so von Norddeutschland bis Tirol, in der Bretagne und in Zentralfrankreich, in Schottland, in Skandinavien, Nordwestspanien, Süditalien, Böhmen, Ungarn, Bulgarien und in den meisten anderen osteuropäischen Ländern.
Europäische Bordunmusik bewegt sich hauptsächlich in Tonarten mit gleichem tonalen Zentrum, also Tonartwechsel in gleichnamige Tonarten und Modi, oder in Tonarten und Modi, bei denen der Bordun die Quinte des tonalen Zentrums ist. Weitergehende Modulationen führen zu starken Dissonanzen mit dem unveränderten Bordunton.
Bekannte europäische Melodien, die sich für eine Bordunbegleitung eignen, sind z. B. das Lied „So treiben wir den Winter aus“ (dorisch) und der Marsch „Scotland the Brave“ (mixolydisch).
- Winteraustreibenⓘ/?
- Scotland the braveⓘ/?

Auch in außereuropäischen Kulturen wird mit einem Bordun gespielt. In der klassischen indischen Musik stellt der Bordun als Grundton eines Ragas das musikalische Bezugssystem dar, zu dem jedoch keine harmonischen Intervalle gebildet werden. Jede klassische indische Musik benötigt einen während des gesamten Stücks unverändert erklingenden Bordunton (Liegeton), gegenüber dem sich die monodisch-modale Melodie der Gesangsstimme oder eines Melodieinstruments als Abfolge von Tönen entwickelt. Bei Gesang und Saiteninstrumenten wird der Bordun üblicherweise von einer Langhalslaute tanpura oder einer shrutibox beigesteuert. Als Melodieinstrumente verwendete Kegeloboen haben ein zweites entsprechendes Blasinstrument ohne Grifflöcher als Bordun neben sich. Zur nordindischen Kegeloboe shehnai gehört eine sur shehnai und zur südindischen nadaswaram gehört traditionell eine ottu als Borduninstrument.
In der Klassischen Musik ist der Bordun ein nur zurückhaltend eingesetztes Element. Prominente Beispiele: dem gesamten Vorspiel zum Rheingold ist ein Bordun in Es unterlegt. In Das alte Schloss aus den Bildern einer Ausstellung von Modest Mussorgski erklingt während des gesamten Stücks ein rhythmisierter Bordun mit zahlreichen Quintklängen, wodurch eine mittelalterliche Atmosphäre erzeugt wird.
Das alte Schloss (Anfang)ⓘ
Ferner werden Bordunklänge für Anspielungen auf das Landleben eingesetzt, im überwiegenden Fall jedoch immer nur für wenige Takte. So hört man in der 6. Sinfonie Pastorale von Ludwig van Beethoven mehrmals solche akustischen Hinweise. Zu Beginn des 5. Satzes (Hirtengesang) beispielsweise erklingen gleich zwei Bordunquinten in den Bratschen (c-g) und in den Celli (f-c).
5. Satz: Hirtengesang (Anfang)ⓘ
Ganz andere Funktion hat der ausgehaltene Basston in den letzten zweieinhalb Takten bei Johann Sebastian Bachs Fuge in c-Moll aus dem Wohltemperierten Klavier. Dieser sogenannte Orgelpunkt dient zur Schlusssteigerung und zugleich zur abschließenden Beruhigung des Musikstücks.
Fuge in c-Moll (Schluss)ⓘ

## Einteilung der als Borduninstrument verwendeten Musikinstrumente
- Es gibt Musikinstrumente, die gemäß ihrer Bauart ausschließlich bordunierend gespielt werden können. Hierzu gehören:
  - Sackpfeifen mit einer Bordunpfeife. Irische Sackpfeifen, die Uilleann Pipes, besitzen außer den „Drones“ noch „Regulators“, mit deren Hilfe man die harmonische Grundierung der Musik auch während des Spiels verändern kann.
  - Doppelflöten (beispielsweise Dwojanka, Dvojačka und Doneli) mit einer grifflochlosen Bordunpfeife
- Andere Instrumente sind zwar morphologisch für das stete Spiel mit einem Bordunton eingerichtet, dieser lässt sich jedoch in Ausnahmefällen abschalten, etwa bei manchen Drehleiern und Doppelblasinstrumenten.
- Bei einer weiteren Gruppe ist die Spielweise vor der Bauform für die Einordnung als Borduninstrument wesentlich. Instrumente dieser Gruppe werden bevorzugt, aber nicht ausschließlich bordunierend verwendet. Hierzu gehören das Tambourin de Béarn, die Nyckelharpa und allgemein auf einen Ton der Melodie gestimmte Trommeln, die im gleichmäßigen Rhythmus geschlagen werden. Bordunzithern (unter anderem Hummel, Scheitholt und Scherrzither) haben spezielle Bordunsaiten. Manche Orgelpfeifen (wie beim Portativ) werden nur als Bordunpfeifen eingesetzt. Bordunpfeifen werden auch „Brummer“ genannt.
- Schließlich lassen viele Musikinstrumente ihrer Form nach kaum erkennen, dass sie häufig oder überwiegend mit einem begleitenden Bordunton gespielt werden: Dies trifft auf die Lauteninstrumente Saz, Tambura und Sitar zu. Die Saiten der als Borduninstrument verwendeten, indischen Tanpura werden ausschließlich leer gezupft, obwohl sie prinzipiell zur Melodiebildung verkürzt werden könnten.[2]

Instrumente mit Bordun haben eine Stimmung, die auf ihren Bordun ausgerichtet ist, wodurch es zu Intonationsproblemen beim gemeinsamen Musizieren mit starr intonierten Instrumenten kommen kann, vor allem wenn sich die Musik vom tonalen Zentrum entfernt.
Die Intonation von Instrumenten mit Bordun ist meist eine reine oder mitteltönige Stimmung ohne geschlossenen Quintenzirkel oder eine ungleich temperierte Stimmung wie Kirnberger II.
In einem erweiterten Sinn basieren auch
- Obertongesang
- Untertongesang
- Didgeridoo
- Maultrommel

auf Bordunen. Hier wird über dem unveränderten Grundton (Bordun) die Melodie in den Obertönen erzeugt.
Beim fünfsaitigen Banjo wird die hohe Chanterelle meist bordunähnlich gebraucht.

## Orgelregister
Im mittelalterlichen Orgelbau bezeichnet Bordun die Basspfeifen des Prinzipals, erstmals im 13. Jahrhundert belegt. In der Regel ist jedoch ein gedecktes Labialregister gemeint. Der Bordun ist im niederländischen Orgelbau ab 1505 nachweisbar und gehört zu den tiefen Prinzipalregistern. Hingegen ist im französischsprachigen Raum eine Bauweise als Rohrflöte bis heute verbreitet und wird auch die nächsthöhere Oktavreihe als Bordun genannt. Im Zuge der Auswanderung niederländischer Orgelbauer in der zweiten Hälfte des 16. Jahrhunderts erfuhr das Register eine Ausbreitung, zunächst in Westfalen, Friesland und Lübeck, im 17. Jahrhundert auch im Rheinland und Dänemark, Ende des 17. Jahrhunderts in Mitteldeutschland und Böhmen und ab dem 18. Jahrhundert in Süddeutschland und der Schweiz, ab dem 19. Jahrhundert auch in Italien und England. Die prinzipalischen Mensuren folgten der niederländischen Tradition, während in Frankreich weitere Mensuren üblich waren, so bei Aristide Cavaillé-Coll. Der niederländische Orgelbau bevorzugte Pfeifen aus Blei oder Orgelmetall; außerhalb setzten sich hölzerne Pfeifen oder eine Aufteilung in hölzerne Basspfeifen und metallene Diskantpfeifen durch. Im 16. und 17. Jahrhundert wurden die Deckel meist zugelötet, was Seitenbärte zum Stimmen erforderlich machte. Später kamen bewegliche Stimmhüte zum Einsatz.

## Kirchenglocken
Als Bourdon bezeichnet man im französischsprachigen Raum die größte Kirchenglocke eines großen Geläuts, beispielsweise den Bourdon Emmanuel an Notre-Dame de Paris. Die meist mehrere Tonnen schwere Glocke kann in deutlichem Tonabstand zu den nächsthöheren Glocken stehen. Nach campanologischer Definition muss ein Bourdon unterhalb der eingestrichenen Oktave liegen. Je nach Disposition können daher in manchen Geläuten mehrere Bourdons nebeneinander existieren (beispielsweise in der Kathedrale von Sens oder der Kathedrale von Nantes).